# Неваљали Деда Мраз
Неваљали Деда Мраз (енгл. Bad Santa) америчка је божићна филмска комедија из 2003. године. Режију потписује Тери Звигоф, по сценарију Глена Фикаре и Џона Рекуе. Главну улогу тумачи Били Боб Торнтон, док су у споредним улогама: Тони Кокс, Лорен Грејам, Брет Кели, Лорен Том, Џон Ритер и Берни Мак. Последња је улога Ритера у играном филму пре његове смрти у септембру 2003. године, те је филм посвећен сећању на њега. Браћа Коен су потписани као извршни продуценти.
Приказан је 26. новембра 2003. године у Сједињеним Америчким Државама. Добио је позитивне рецензије критичара и остварио комерцијални успех, зарадивши више од 76 милиона долара широм света. Наставак, Неваљали Деда Мраз 2, приказан је 2016. године.

## Радња
Криминалци Вили и Маркус, прерушени у Деда Мраза и његовог вилењака, користе наклоност коју људи гаје према Деда Мразу, путују широм земље и посећују велике робне куће у намери да их опљачкају. Међутим, проблем је у томе што Вили не подноси децу и мора да уложи велики напор да не би добио отказ на једином послу који има.
Њихов план одлично напредује све док ова двојица превараната не упознају интровертног осмогодишњег дечака који мисли да је Вили прави Деда Мраз. Гојазан, чудан и често мета силеџија, дечак успева да пробуди саосећање код Вилија који почиње да га саветује и успут развије нешто налик божићном расположењу.

## Улоге
| Глумац            | Улога         |
| ----------------- | ------------- |
| Били Боб Торнтон  | Вили Соук     |
| Тони Кокс         | Маркус        |
| Брет Кели         | Терман Мерман |
| Лорен Грејам      | Сју           |
| Лорен Том         | Лоис          |
| Берни Мак         | Џин           |
| Џон Ритер         | Боб Чипеска   |
| Том Макгауан      | Харисон       |
| Октејвија Спенсер | Опал          |
| Мет Волш          | Херб          |
| Итан Филипс       | Роџер Мерман  |